# Andreas Cleyer

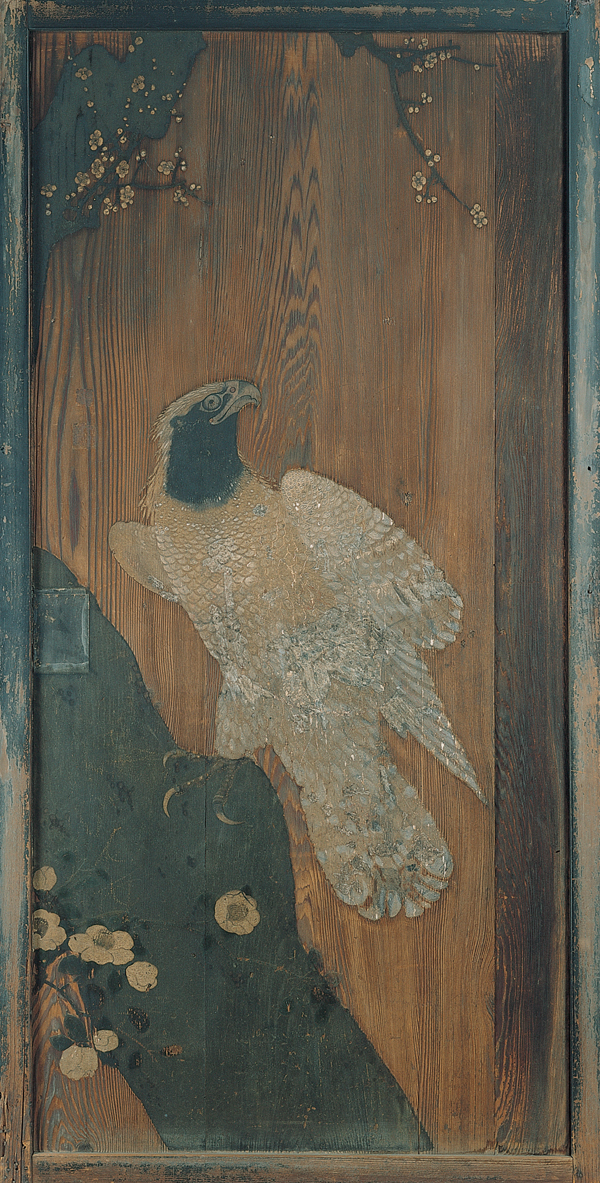
Oude Japanse schuifdeur met adelaar, pruimenboom en camelia

Andreas Cleyer (Kassel, 27 juni 1634 - Batavia, ca 1697/98) studeerde medicijnen, maar kwam in 1662 als soldaat aan in Indië. Al snel werd duidelijk dat hij ook andere capaciteiten bezat. In 1665 werd hij chirurgijn en apotheker; het jaar daarop rector van de Latijnse school. In 1676 werd hij aangesteld in het VOC-hospitaal en liet een laboratorium en anatomiezaal inrichten. In 1681 stuurde hij Heinrich Claudius naar Nederlands Mauritius en naar de Kaapkolonie om geneeskundige kruiden te zoeken. Samen met Simon van der Stel ging Claudius op expeditie naar de Koperbergen in Namakwaland in het huidige Namibië.
In 1682 werd Cleyer aangesteld als opperhoofd in Desjima en deed zich voor als Nederlander. Na een tweede termijn, in gezelschap van de tuinier Georg Meister, mocht hij niet terugkeren van de Japanners omdat hij had toegestaan dat planten het land uit waren gesmokkeld. De Japanners die hem hadden geassisteerd moesten het met hun leven bekopen. Cleyer trok zich terug en wijdde de rest van zijn leven aan botanisch onderzoek. Hij beschreef voornamelijk het medische en economische nut van planten, voor botanici bleken ze van weinig waarde; hij maakte weinig referenties. Cleyer was betrokken bij de uitvoering van het testament van de G-G Cornelis Speelman, die gesteld was op zijn zoon Cornelis, en een legaat ontving.
Cleyer was de eerste die een verklaring vond voor Moxibustie, onder andere beschreven door Willem ten Rhijne. Hij stimuleerde Engelbert Kaempfer, die bij hem inwoonde, in Japan planten te beschrijven. De oudste afbeeldingen van Japanse bomen en planten, onder andere de Camelia zijn gepubliceerd door Cleyer, die gebruik maakte van de tekenaar Heinrich Muche en het werk van Michał Boym, een Poolse missionaris. (Muche voer samen met Johannes Camphuys naar Japan.)
Cleyer onderhield contact met de linguïst Herbert de Jager. Hij wist te bereiken dat het werk van Martino Martini en de Waalse Jezuïeten en missionarissen François Noël (?) en Philippe Couplet die kenners waren van de Chinese taal en Confucius werd gepubliceerd.

## Werken
- Specimen medicinae Sinicae: sive, Opuscula medica ad mentem Sinensium : cum figuris aeneis et ligneis